# 克里斯·梅森 (棒球运动员)
克里斯·梅森（英語：Chris Mason，1984年7月1日—），為美國的棒球選手之一，守備位置為投手。

## 經歷
- 美國職棒坦帕灣魔鬼魚（短期１Ａ～小聯盟２Ａ）（2005年～2007年）
- 美國職棒坦帕灣光芒（小聯盟２Ａ～小聯盟３Ａ）（2008年～2009年）
- 美國職棒紐約大都會（高階１Ａ～小聯盟３Ａ）（2009年）
- 委內瑞拉聯盟（2009年10月9日～11月）
- 中華職棒La New熊（2010年）

## 外部連結
- 克里斯·梅森在美國職棒官網（英语）
- 克里斯·梅森在中華職棒官網
- 克里斯·梅森在Baseball-Reference.com（小聯盟以及海外聯盟）（英语）
- 克里斯·梅森在ESPN（MLB）（英语）
- 克里斯·梅森在FanGraphs.com（英语）